# J.A.P.

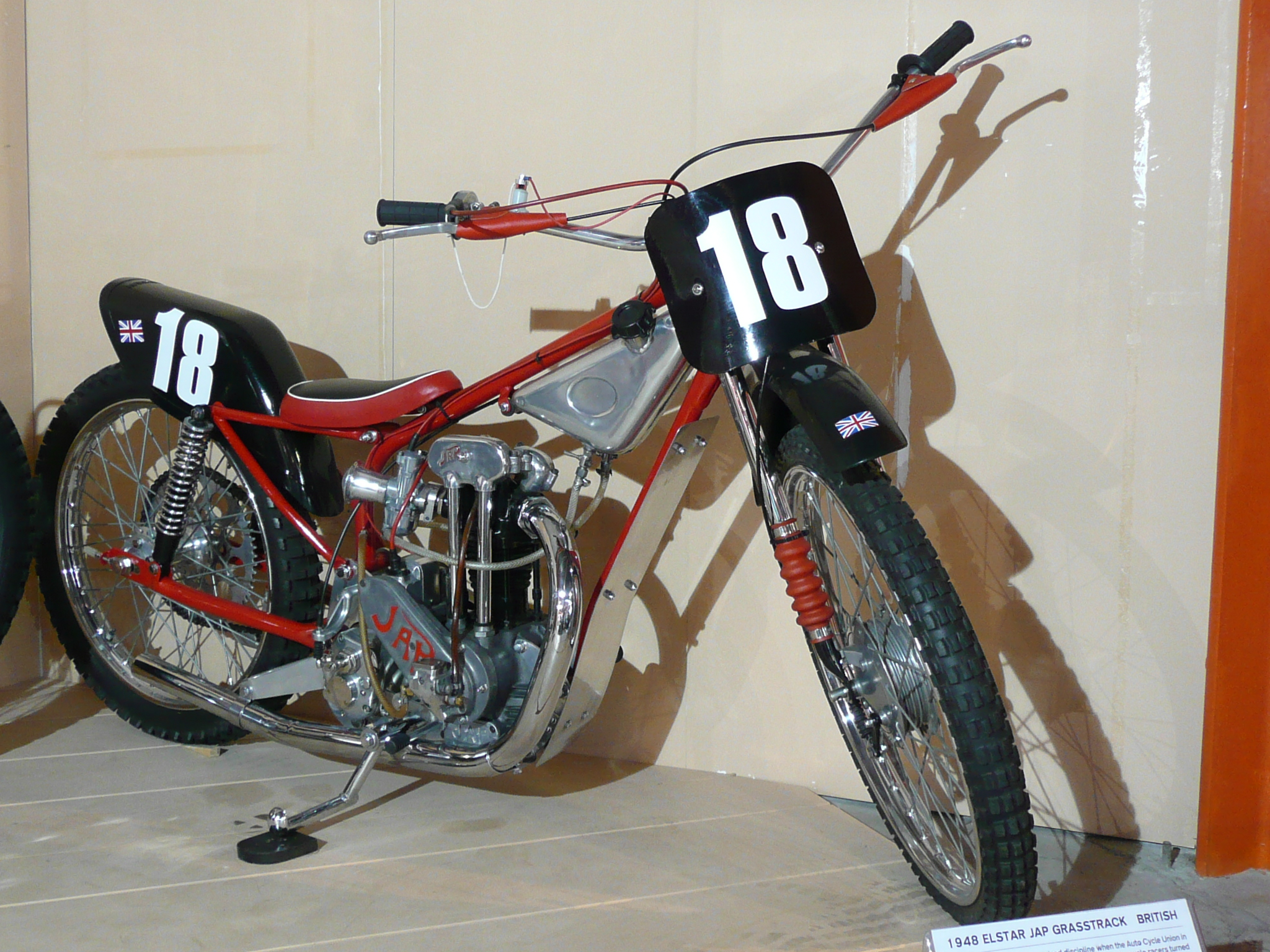
J.A.P.-motoriserad motorcykel tillverkad 1948.

J.A.P. är initialerna för John Alfred Prestwich, född i London 1874, död 1952, som var en brittisk Ingenjör och konstruktör. Han konstruerade 1895 vid 21 års ålder och grundadeThe Prestwich Manufacturing Company.
Företaget tillverkade förbränningsmotorer (Jap-motorn) för motorcyklar, jordfräsar och motorsågar, i någon utsträckning även för bilar. Många motorcykeltillverkare byggde genom åren in JAP-motorn i sina konstruktioner. Det var flera svenska tillverkare som använde JAP-motorer under 1920- och 30-talet, såsom Husqvarna Rex och Suecia. För speedwaymotorcyklar var den aktuell långt in på 1960-talet.
Åren 1904–1908 tillverkade företaget kompletta motorcyklar, men koncentrerade sig efterhand på motortillverkning, så småningom under namnet The Prestwich Industries Ltd. År 1945 övertogs företaget av Villiers Engineering Company och försvann så småningom från marknaden.
John Alfred Prestwich är även berömd som konstruktör av filmprojektorer.